# Капелла Барончелли (Санта-Кроче)
Капелла Барончелли (итал. Cappella Baroncelli) — капелла в церкви Санта-Кроче (Святого Креста) во Флоренции. Располагается в конце правого (южного) рукава трансепта. Содержит фрески Таддео Гадди, полиптих работы Джотто (или его учеников) и другие произведения живописи и скульптуры.

## Левая стена
Левая (восточная) стена капеллы расписана фресками Таддео Гадди (1328—1338) со сценами из жития Марии:
- Изгнание Иоакима из храма; Сон Иоакима
- Встреча Иоакима и Анны у Золотых ворот; Рождество Марии
- Введение Марии в храм; Бракосочетание Марии и Иосифа

## Правая стена
Правую стену занимает фреска Себастьяно Майнарди (1490) «Мадонна с поясом».

## Полиптих Барончелли
Алтарный полиптих, так называемый полиптих Барончелли (ок. 1328—1334), судя по надписи OPUS MAGISTRI JOCTI (над пределлой) и свидетельствам Гиберти и Вазари — работа Джотто. Однако на основе стилистического анализа исследователи выявляют в некоторых частях полиптиха работу учеников Джотто, в том числе Таддео Гадди. Некоторыми исследователями непосредственное участие самого Джотто вообще подвергается сомнению и работа целиком приписывается Таддео Гадди.
Стилистически относится к кругу поздних работ Джотто и его учеников, в которых наблюдается нарастание готических тенденций, проявляющееся в более утончённых очертаниях фигур и усилении общей декоративности. Тем не менее коленопреклоненные ангелы в нижней части центральной панели стилистически близки подобным в Мадонна Оньиссанти Джотто.
Центральная панель представляет коронование Марии. Боковые панели представляют хоры ангелов и святых, славящих Марию. В руках ангелов можно видеть музыкальные инструменты — виелы, органы-портативы, гитерн, псалтерий, трубы. Над музицирующими ангелами располагаются святые. Среди них идентифицируются на первой панели (слева направо) — Святая Клара и Святой Франциск; на второй — апостол Петр (с ключом), Моисей (со скрижалями Завета), Адам и Ева (в красном мафории); на четвёртой — апостол Павел, Авраам и Иоанн Креститель; на пятой — святые Стефан и Лаврентий. Внизу, в пределле — маленькие изображения (слева направо) неидентифицированного святого епископа, Иоанна Крестителя, Христа, Святого Франциска и Святого Онуфрия.
Существующее резное обрамление полиптиха является более поздним, также как и красные изображения херувимов вверху между панелями. Предположительно они являются работой Себастьяно Майнарди. По-видимому, в связи с изготовлением этого нового обрамления щипцовое навершие центральной панели было отрезано. В 1957 Федерико Дзери предположил, что навершие с изображением Бога-отца и ангелов, хранящееся в Художественном музее Сан-Диего (США), является этим отрезанным навершием полиптиха Барончелли, что впоследствии было подтверждено техническим анализом.

## Витражи
Витражи левого окна созданы Таддео Гадди. Вверху изображен герб Барончелли, ниже — стигматизация Святого Франциска, ещё ниже — изображения пророков и святых.

## Усыпальница Барончелли
В стене справа от входа в капеллу находится усыпальница семейства Барончелли работы Джованни ди Бальдуччо(ок. 1328—1330).

## Статуи архангела Гавриила и Марии
Джованни ди Бальдуччо является также автором статуй архангела Гавриила и Марии по сторонам входа в капеллу.

## Статуя Мадонны с младенцем
Статуя Мадонны с младенцем в капелле — Винченцо Данти (1568).